# Eurytaphria viridulata
Eurytaphria viridulata là một loài bướm đêm trong họ Geometridae.